# Holorusius crocatus
Holorusius crocatus là một loài bọ cánh cứng trong họ Cerambycidae.